# Pelota basca nos Jogos Pan-Americanos de 2019 - Frontón peruano feminino
A categoria frontón peruano feminino foi disputada nas competições da pelota basca nos Jogos Pan-Americanos de 2019, em Lima. Foi realizada em Villa María del Triunfo de 4 a 10 de agosto.

## Calendário
Horário local (UTC-5).
| Data         | Horário | Fase                |
| ------------ | ------- | ------------------- |
| 4 de agosto  | 12:30   | Fase preliminar     |
| 10 de agosto | 12:00   | Disputa pelo bronze |
| 10 de agosto | 13:00   | Final               |

## Medalhistas
| Ouro   | PER Claudia Suárez |
| Prata  | CUB Wendy Durán    |
| Bronze | ARG Melina Spahn   |

## Resultados

### Fase preliminar
A fase preliminar consistiu em um grupo único em que todas as atetas se enfrentaram uma vez. Ao final da fase, as duas primeiras atletas disputaram a final pelo ouro, enquanto a terceiro e a quarta jogaram pelo bronze.
| Pos | Equipe                         | J | V | D | GP  | GC  | SG  | Pts |
| --- | ------------------------------ | - | - | - | --- | --- | --- | --- |
| 1   | Peru (PER) Claudia Suárez      | 4 | 4 | 0 | 120 | 56  | +64 | 12  |
| 2   | Cuba (CUB) Wendy Durán         | 4 | 3 | 1 | 106 | 82  | +24 | 10  |
| 3   | Venezuela (VEN) Diana Rangel   | 4 | 2 | 2 | 103 | 113 | −10 | 8   |
| 4   | Argentina (ARG) Melina Spahn   | 4 | 1 | 3 | 101 | 104 | −3  | 6   |
| 5   | Chile (CHI) Rosario Valderrama | 4 | 0 | 4 | 45  | 120 | −75 | 4   |

Horário local (UTC-5).
| 4 de agosto 12:30 Relatório | Melina Spahn | 2–0 | Rosario Valderrama | Centro de Esportes de Villa María del Triunfo Árbitro(s): Enrique Manuel Benavides Guadalupe (PER) |
| 4 de agosto 12:30 Relatório | (15–4, 15–7) |     |                    | Centro de Esportes de Villa María del Triunfo Árbitro(s): Enrique Manuel Benavides Guadalupe (PER) |

| 4 de agosto 12:32 Relatório | Claudia Suárez | 2–0 | Wendy Durán | Centro de Esportes de Villa María del Triunfo Árbitro(s): Jorge Enrique Carpio León (PER) |
| 4 de agosto 12:32 Relatório | (15–6, 15–10)  |     |             | Centro de Esportes de Villa María del Triunfo Árbitro(s): Jorge Enrique Carpio León (PER) |

| 5 de agosto 12:01 Relatório | Wendy Durán    | 2–0 | Diana Rangel | Centro de Esportes de Villa María del Triunfo Árbitro(s): Diego Gonzalo Tang Voysest (PER) |
| 5 de agosto 12:01 Relatório | (15–14, 15–11) |     |              | Centro de Esportes de Villa María del Triunfo Árbitro(s): Diego Gonzalo Tang Voysest (PER) |

| 5 de agosto 12:03 Relatório | Claudia Suárez | 2–0 | Melina Spahn | Centro de Esportes de Villa María del Triunfo Árbitro(s): Enrique Manuel Benavides Guadalupe (PER) |
| 5 de agosto 12:03 Relatório | (15–9, 15–8)   |     |              | Centro de Esportes de Villa María del Triunfo Árbitro(s): Enrique Manuel Benavides Guadalupe (PER) |

| 6 de agosto 12:39 Relatório | Rosario Valderrama | 0-2 | Wendy Durán | Centro de Esportes de Villa María del Triunfo Árbitro(s): Diego Gonzalo Tang Voysest (PER) |
| 6 de agosto 12:39 Relatório | (2-15, 5-15)       |     |             | Centro de Esportes de Villa María del Triunfo Árbitro(s): Diego Gonzalo Tang Voysest (PER) |

| 6 de agosto 12:40 Relatório | Diana Rangel | 0-2 | Claudia Suárez | Centro de Esportes de Villa María del Triunfo Árbitro(s): Enrique Manuel Benavides Guadalupe (PER) |
| 6 de agosto 12:40 Relatório | (9-15, 6-15) |     |                | Centro de Esportes de Villa María del Triunfo Árbitro(s): Enrique Manuel Benavides Guadalupe (PER) |

| 7 de agosto 12:46 Relatório | Claudia Suárez | 2-0 | Rosario Valderrama | Centro de Esportes de Villa María del Triunfo Árbitro(s): Jorge Enrique Carpio León (PER) |
| 7 de agosto 12:46 Relatório | (15-5, 15-3)   |     |                    | Centro de Esportes de Villa María del Triunfo Árbitro(s): Jorge Enrique Carpio León (PER) |

| 7 de agosto 13:06 Relatório | Melina Spahn        | 1-2 | Diana Rangel | Centro de Esportes de Villa María del Triunfo Árbitro(s): Diego Gonzalo Tang Voysest (PER) |
| 7 de agosto 13:06 Relatório | (14-15, 15-8, 5-10) |     |              | Centro de Esportes de Villa María del Triunfo Árbitro(s): Diego Gonzalo Tang Voysest (PER) |

| 8 de agosto 12:01 Relatório | Wendy Durán   | 2-0 | Melina Spahn | Centro de Esportes de Villa María del Triunfo Árbitro(s): Enrique Manuel Benavides Guadalupe (PER) |
| 8 de agosto 12:01 Relatório | (15-8, 15-12) |     |              | Centro de Esportes de Villa María del Triunfo Árbitro(s): Enrique Manuel Benavides Guadalupe (PER) |

| 8 de agosto 12:02 Relatório | Rosario Valderrama | 0-2 | Diana Rangel | Centro de Esportes de Villa María del Triunfo Árbitro(s): Diego Gonzalo Tang Voysest (PER) |
| 8 de agosto 12:02 Relatório | (12-15, 7-15)      |     |              | Centro de Esportes de Villa María del Triunfo Árbitro(s): Diego Gonzalo Tang Voysest (PER) |

### Disputa do bronze
| 9 de agosto 12:00 Relatório | Diana Rangel        | 1-2 | Melina Spahn | Centro de Esportes de Villa María del Triunfo Árbitro(s): Adolfo Javier Artadi Tryon (PER) |
| 9 de agosto 12:00 Relatório | (12-15, 15-5, 9-10) |     |              | Centro de Esportes de Villa María del Triunfo Árbitro(s): Adolfo Javier Artadi Tryon (PER) |

### Disputa do ouro
| 10 de agosto 13:00 Relatório | Claudia Suárez | 2-0 | Wendy Durán | Centro de Esportes de Villa María del Triunfo Árbitro(s): Jorge Enrique Carpio León (PER) |
| 10 de agosto 13:00 Relatório | (15-4, 15-14)  |     |             | Centro de Esportes de Villa María del Triunfo Árbitro(s): Jorge Enrique Carpio León (PER) |